# Ерик Канзел
Ерик Канзел-молодший, також Еріх Кунцель (англ. Erich Kunzel, 21 березня 1935 — 1 вересня 2009) — американський оркестровий диригент. Названий «Принцем поп-музики» газетою Chicago Tribune, він виступав із багатьма провідними оркестрами поп-музики та симфонічних мелодій, а також 32 роки очолював Поп-оркестр Цинциннаті (CPO).

## Біографія
Канзел народився в сім'ї німецько-американських іммігрантів у Нью-Йорку (у німецькій мові його ім'я вимовлялося Еріх Кунцель, або точніше, Кюнцель). У Гринвічській середній школі в Коннектикуті він аранжував музику та грав на фортепіано, струнному басу та литаврах. Спочатку вивчав хімію, але врешті закінчив за спеціальністю «музика» Дартмутський коледж, де він був членом студентського братерства Phi Delta Theta. Потім навчався в Гарвардському та Браунівському університетах. Принаймні два роки диригував оркестром Glee Club Браунівського університету.
На початку своєї кар'єри диригував в опері Санта-Фе та навчався в школі П'єра Монте. Познайомився зі своєю дружиною австрійського походження Брунгільдою, диригуючи оперою Джанні Скіккі Дж. Пуччіні у м. Санта-Фе в 1964 році, і через рік вони одружилися. З 1960 по 1965 рік диригував Філармонією Род-Айленда. З 1965 по 1977 рік працював постійним диригентом Симфонічного оркестру Цинциннаті (CSO).
У 1969 році він став почесним членом відділення Eta-Omicron музичного братства Phi Mu Alpha Sinfonia в музичному коледжі-консерваторії Університету Цинциннаті. Також був національним патроном Delta Omicron, міжнародного професійного музичного братства.
Канзел відомий як майстерний виконавець знаменитих симфонічних творів, для яких він часто пропонував власне аранжування.